# Марко Константино
Марко Костантино (Marco Costantino) е италиански футболен вратар. Роден е на 8 май, 1991 г. в град Ченто. Присъединява се към Ювентус през 2010 година.